# مستشفى الأردن
 مستشفى الأردن هو أحد المستشفيات الرئيسية في العاصمة الأردنية عمان، ويتبع للقطاع الخاص. حاصل على شهادة الجودة ISO 9001 و ISO 9002.
و تبنى المستشفى منذ نشأته أحدث الأنظمة الخاصة بالرعاية الصحية وتمكن في فترة وجيزة تقديم أحدث الخدمات الصحية والرعاية الطبية. مستشفى الأردن هو أكبر مستشفى خاص في عمان عاصمة المملكة الأردنية الهاشمية، تبلغ سعته ثلاثمائة سرير، يحتوي كافة التخصصات الطبية والجراحية بما فيها زراعة الأعضاء ومنها زراعة الكبد كذلك الخدمات التشحيصية عالية الكفاءة مثل أقسام الأشعة والأشعة التشخيصية والمختبرات الطبية المزودة بأحدث الأجهزة المتطورة والتكننولوجيا الحديثة وتفتيت الحصى والتنظير وقسم منع العدوى. أنشئ المسشتشفى عام 1996. مستشفى الأردن هو مستشفى تعليمي لأغراض الحصول على شهادة المجلس الطبي الأردني وشهادة المجلس العربي للاختصاصات الطبية. مستشفى الأردن حاصل على الاعتماد الدولي (JCI) والاعتماد المحلي (HCAC) وكذلك ال (ISO). لديه كادر طبي مؤهل معظمه قد تخرج أو تدرب في الولايات المتحدة الأمريكية وأوروبا. للمستشفى ارتباطات علمية مع مستشفى جونز هوبكنز، وجامعة جورج واشنطن، وجامعة نبراسكا، وجامعة توليدو وجميعها في الولايات المتحدة الأمريكية. يتصدر مستشفى الأردن قائمة المستشفيات الأردنية ومستشفيات المنطقة من حيث عدد المرضى غير الأردنيين الذين يعالجون فيه، فقد تجاوزت نسبة المرضى غير الأردنيين 35%. بالإضافة للخدمات الطبية المتميزة، والأجهزة والمعدات الطبية المتطورة يمتاز مستشفى الأردن عن غيره من المستشفيات بوجود شقق فندقية داخل حرم المستشفى لخدمة مرافقي المرضى وتخفيف التكلفة والجهد عليهم.